# Blackwater: The Rise of the World's Most Powerful Mercenary Army
Blackwater: The Rise of the World's Most Powerful Mercenary Army é o livro publicado em português pela Companhia das Letras em 2008, escrito pelo pesquisador e reporter investigador Jermy Scahill, que pela primeira vez expôs as ligações e atividades da empresa americana conhecida até 2009 como Blackwater USA.
Em 2009, a Blackwater  passou a se chamar "Xe Services". Mudou novamente de nome  em 2011 e atualmente se chama "Academi".
A empresa foi fundada em 1996, por ex-integrantes dos Seals  e outras forças de elite. Tem sede em Moyock na Carolina do Norte e fornece mercenários e outros serviços paramilitares. Atualmente encontra-se sob investigação, nos Estados Unidos, por possível envolvimento com atividades ilegais.
O livro, publicado originalmente em 2006, documenta as atividades da empresa  e apresenta informação sobre as relações de Alvin "Buzzy" Krongard, ex-diretor executivo da CIA com Erik Prince, o dono da Blackwater USA, que foi recentemente acusado por ex-funcionários de haver assassinado ou facilitado o assassinato de indivíduos que vinham colaborando com as autoridades federais americanas em investigações sobre as atividades da companhia, envolvida em inúmeros escândalos. A ascensão meteórica da companhia é também detalhadamente abordada por Scahill, bem como as ligações de Erik Prince com a extrema direita. Segundo um ex-funcionário de Erik Prince, ele se vê como um guerreiro cristão com a missão de eliminar os muçulmanos e a fé islâmica do planeta.
A Blackwater USA assumiu uma privilegiada posição em poucos anos, graças a inúmeros contratos firmados com o governo americano, facilitados pelo relacionamento da companhia com vários executivos do governo. Seus negócios ganharam considerável impulso após os atentados de 11 de setembro de 2001, com a chamada “guerra ao terror”.